# 坎赛
坎赛（法語：Quinçay，法語發音：[kɛ̃sɛ]）是法国新阿基坦大区维埃纳省的一个市镇，属于普瓦捷区。

## 地理
坎赛（46°36'24"N, 0°14'11"E）面积29.66 平方千米，位于法国新阿基坦大区维埃纳省，该省份为法国中西部省份，北起曼恩-卢瓦尔省和安德尔-卢瓦尔省，西接德塞夫勒省，南至夏朗德省，东南接上维埃纳省，东临安德尔省。
与坎赛接壤的市镇（或旧市镇、城区）包括：贝吕日、锡塞、米涅-欧桑斯、武耶、武讷伊苏比亚尔。

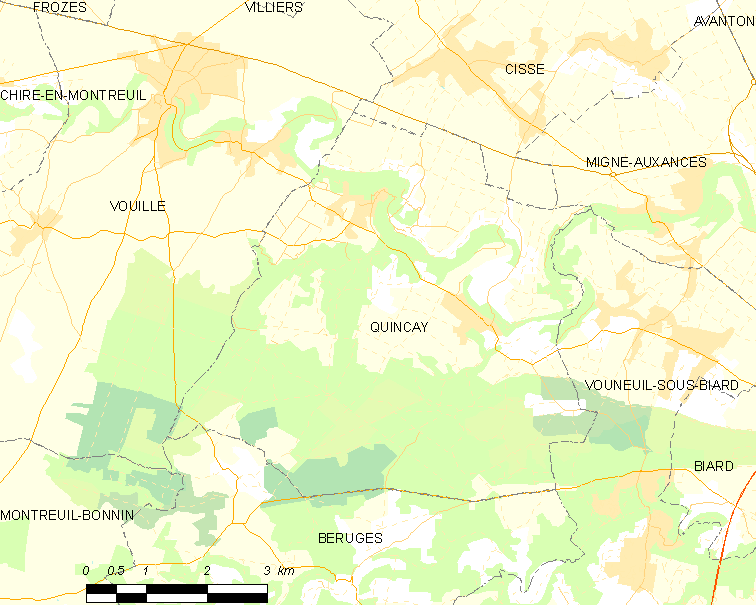
坎赛的OSM定位图

坎赛的时区为UTC+01:00、UTC+02:00（夏令时）。

## 行政
坎赛的邮政编码为86190，INSEE市镇编码为86204。

## 政治
坎赛所属的省级选区为武讷伊苏比亚尔县。

## 人口

1962-2008年间坎赛人口变化图示

坎赛于2022年1月1日时的人口数量为2113人。